# Dumlupınar (Pendik)
Dumlupınar est un quartier du district de Pendik de la métropole d'Istanbul.